# Stekende bies
De stekende bies (Schoenoplectus pungens, synoniem:  Scirpus americanus) is een vaste plant, die behoort tot de cypergrassenfamilie (Cyperaceae). De soort staat op de Nederlandse Rode lijst van planten als zeer zeldzaam en sterk afgenomen. De plant komt van nature voor in Europa, Noord- en Zuid-Amerika en Australië.
De plant wordt  30 - 90 cm hoog, heeft een kruipende wortelstok en meestal twee, scherpdriekantige stengelbladen met een 20 cm lange bladschijf.
De plant bloeit van juni tot in augustus. De aren staan met 2 - 4 in een hoofdje of ze zijn alleenstaand. De bruine kafjes zijn aan de top duidelijk ingesneden. De middennerf vormt aan de top een tot 1 mm lang naaldje. De stijl heeft twee stempels. Er zijn 0 - 4 tot borstels omgevormde schutblaadjes, die veel korter zijn dan de vrucht.
De vrucht is een 2,5 - 3 mm lang, glad nootje.

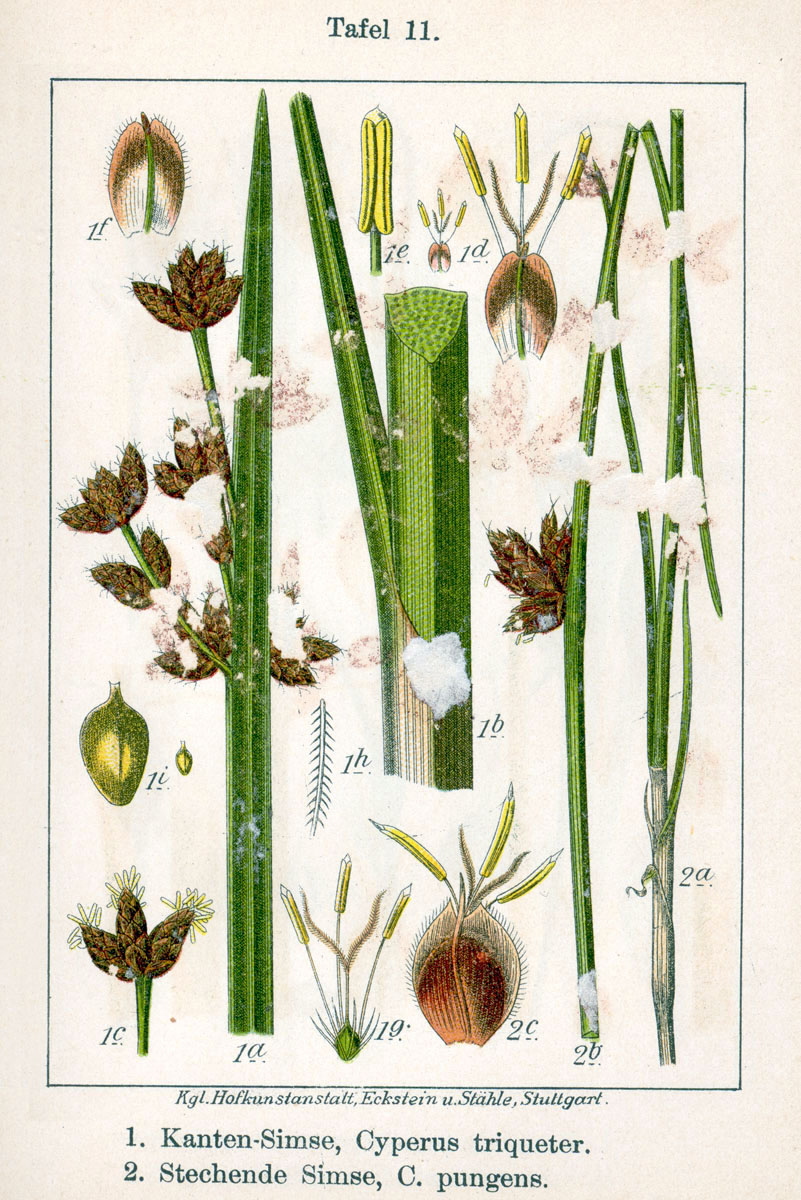
2 = stekende bies

De stekende bies komt aan de kust voor op zandplaten met zoete kwel en aan het Veluwemeer.

## Namen in andere talen
- Duits: Amerikanische Teichsimse
- Engels: Sharp Club-rush, Common Three-Square
- Frans: Scirpe piquant